# Escut de Saint Christopher i Nevis
L'escut de Saint Christopher i Nevis es va adoptar el 16 de febrer del 1967, durant l'època de la federació amb Anguilla, i fou concedit per la reina Elisabet II. El 19 de setembre del 1983, arran de la independència del país, se'n va modificar el lema (l'anterior era Unity in Trinity, 'Unitat en la Trinitat').

## Blasonament
D'argent, un xebró de gules, acostat al cap de dues flors de ponciana al natural, una a cada banda, i d'una goleta al peu, també al natural. El cap d'atzur, carregat amb la testa d'un indígena caribeny al natural, dextrat d'una flor de lis d'or i sinistrat d'una rosa d'argent botonada de gules.
Té com a suports dos pelicans a banda i banda, el de la destra sostenint una palmera i el de la sinistra una canya de sucre, damunt una cinta amb el lema nacional en anglès: COUNTRY ABOVE SELF ('El país abans que un mateix').
Com a cimera, un casc amb llambrequí d'or i de sable, somat d'un borlet dels mateixos colors on descansa una corona mural de gules de la qual surt una torxa de sinople aguantada per una mà negra i una de blanca, ambdues al natural.

## Escuts utilitzats anteriorment

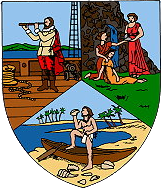
Escut de Saint Christopher, Nevis i Anguilla (1958-1967)
Escut de Saint Christopher, Nevis i Anguilla (1967-1983)